# Tenjo
Tenjo ist eine Gemeinde (municipio) im Departamento Cundinamarca in Kolumbien, die zur Metropolregion Bogotá gehört.

## Geographie
Tenjo liegt im Zentrum von Cundinamarca in der Provinz Sabana Centro auf einer Höhe von 2685 Metern, 37 km von Bogotá entfernt. An die Gemeinde grenzen im Norden Subachoque und Tabio, im Osten Chía und Cota, im Süden Funza und im Westen Madrid.

## Bevölkerung
Die Gemeinde Tenjo hat 20.269 Einwohner, von denen 9744 im städtischen Teil (cabecera municipal) der Gemeinde leben (Stand: 2019).

## Geschichte
Tenjo wurde 1603 vom Oidor Diego Gómez de Mena gegründet. Die Pfarrkirche war 1637 fertiggestellt.

## Wirtschaft
Die wichtigsten Wirtschaftszweige von Tenjo sind Landwirtschaft und Tierhaltung. Tenjo profitiert wirtschaftlich von der Nähe zu Bogotá. In Tenjo leben zum einen Menschen, die in Bogotá arbeiten, zum anderen pendeln außerhalb lebende Angestellte im Zierpflanzenbau nach Tenjo.

## Persönlichkeiten
- Crisanto Luque Sánchez (1889–1959), Erzbischof von Bogotá (1950–1959)